# Мождане опне
Мождане опне, мождане овојнице, можданице или менинге (лат. meninges) су везивни омотачи, један или више, на површини Централног нервног система кичмењака који имају заштитну и метаболичку улогу. Налазе се између мозга и лобање и између кичмене мождине и кичмених пршљенова. Изграђене су од растреситог и густог везивног ткива.
Код сисара, постоје три врсте можданих опни: спољашња мождана овојница (тврда опна, лат. dura mater), средишња мождана овојница (паучинаста опна, лат. аrachnoid mater) и унутрашња мождана овојница (мека опна, лат. pia mater). Цереброспинална течност се налази у субарахноидном простору између паучинасте и меке опне. Примарна функција можданих овојница је заштита централног нервног система.

## Функција
Мождане опне имају две примарне функције:
- Заштита ЦНС (централни нервни систем) од трауматских повреда мозга, као што је ударац у главу, делујући као амортизер. Оне учвршћују ЦНС и спречавају мозак да се креће унутар лобање.
- Обезбеде систем подршке за крвне судове (укључујући средњу менингеалну артерију) које испоручују крв до ЦНС ткива, нерава (укључујући тригеминални и вагусни нерв), лимфне жлезде (дренажни систем) и цереброспиналну течност.[2]

## Структура можданих опни код човека
ЦНС човека је, као и код других сисара, обавијем са три мождане опне: тврдом, паучинастом и меком. Осим што га обавијају, ове опне му пружају потпору, штите га и преграђују његово ткиво. Упала можданих опни назива се менингитис, болест која може имати озбиљне последице.

#### Тврда мождана опна
Спољашња мождана овојница, тврда опна (лат. dura mater) належе на унутрашњу површину лобање и кичменог стуба, формирајући неку врсту чврсте и нееластичне вреће у којој је смештен централни нервни систем. Тврду опну сачињавају два слоја везивног ткива: косни (периостални), који належе на лобању и унутрашњи менингеални слој, који належе на следећу, средишњу овојницу. 
Представља наставак густог везивног ткива које приања на периост кости. На њој се разликују две површине:
- синусни ендотел је површина окренута према кости; има слој спљоштених ћелија које по грађи личе на фибробласте;
- неуротелијум је површина окренута ка паучинастој можданици, сличне је грађе као претходна.

Субдурални простор садржи мало ткивне течности.

#### Паучинаста можданица
У средишњој овојници налазе се велики крвни судови. Средишња овојница, паучинаста опна (arachnoidea), приљубљена је уз тврду опну, а име је добила због изгледа и конзистенције који подсећају на паукову мрежу.
Обухвата два дела:
- арахноидну мембрану која се у ствари састоји од пет до осам слојева спљоштених ћелија фибробласта који су међусобно повезани тако да представљају баријеру између субдуралног и субарахноидног простора чиме спречавају мешање ткивне течности и ликвора;
- арахноидне трабекуле су у облику стубова изграђених од колагених влакана; трабекуле су испреплетане (пауколик изглед) унутар субарахноидног простора.

Субарахноидни простор је на неким местима проширен у цистерне, испуњен ликвором и у њему се налазе:
- арахноидне трабекуле
- крвни судови
- макрофаги
- лимфоцити.

#### Мека можданица
Унутрашња овојница, мека опна (pia mater) је деликатна мембрана, која належе блиско на површину ткива мозга и кичмене мождине, залазећи у све жљебове и јаме. Унутар ове опне налазе се крвни капилари, који настају гранањем крупнијих крвних судова у тврдој опни.
На местима где крвни судови улазе у ткиво, мека опна гради специфичне спољне зидове око ових простора. Између меке и паучинасте опне налази се  субарахноидни простор,  који је испуњен цереброспиналном течношћу (ликвор). Тврда опна током ембрионалног развића настаје од мезодерма,  док паучинаста  и мека опна настају ектодерма, па се ове две можданице, због заједничког ембрионског порекла и нежне грађе називају лептоменинге (гр. leptos – танано, танко).
Належе директно на нервно ткиво ЦНС-а и састоји се од неколико делова:
- спољашњи епител пије, налази се на површини која је окренута ка паучинастој можданици;
- слој колагених влакана постављених паралелно испод претходног слоја;
- слој везивног ткива изграђен од колагених влакана, фибробласта и макрофага;
- унутрашњи слој пије који належе на површину нервног ткива.

## Клинички значај
Повреде које захватају мождане овојнице могу довести до крварења и две врсте хематома.
- Субарахноидно крварење је акутно крварење испод арахноида; може се јавити спонтано или као резултат трауме.[4]
- Субдурални хематом је хематом (сакупљање крви) који се налази на одвајању арахноида од тврде опне. Вене за премошћивање које повезују тврду опну и арахноидну се покидају, обично током незгоде, и крв цури у ово подручје.
- Епидурални хематом, крварење између тврде опне и лобање, може настати након несреће или спонтано.

Остала медицинска стања која утичу на мождане овојнице укључују менингитис (обично од гљивичне, бактеријске или вирусне инфекције) и менингиоме који настају из можданих овојница, или од карциноматоза менинге (тумора) који се формирају на другим местима у телу и метастазирају у мождане овојнице.

## Можданице код животиња

### Можданице сувоземних кичмењака
Код копнених кичмењака (водоземци, гмизавци и птице), осим сисара и неких риба (праве кошљорибе) примарна можданица се диференцира на две опне:
- тврду можданицу (dura mater), спољашња опна фиброзне грађе;
- примарну меку можданицу (pia mater primitiva syn.  meninx sekundaria) или leptomeninx, унутрашња опна од растреситог везивног ткива.

Перименингеални простор је испуњен цереброспиналном течношћу у којој се налази ЦНС везан једном везивном траком за околне скелетне елементе. 
Код неких птица долази до делимичне диференцијације лептомениги на:
- паучинасту можданицу (arachnoidea) и
- секундарну меку можданицу (pia mater), унутрашњу опну.

### Мождане опне колосута и риба
Колоусте и велики број врста риба имају само једну можданицу, тзв. примарну мождану опну (meninx primitiva). Изграђена је од структура компактног везивног ткива у коме се налазе крвни судови и меланофоре. Између ње и скелета (лобање и кичмених пршљенова) налази се шупљина (дупља) перименингеални простор испуњена растреситим везивним ткивом богатим масним ћелијама. 

### Можданице сисара
Сисари имају диференциране три можданице:
- мека (pia mater), назива се још и секундарна мека можданица јер настаје диференцијацијом примарне меке можданице; належе на нервно ткиво
- паучинаста (arachnoidea)
- тврда (dura mater).

Мека и паучинаста можданица настају диференцијацијом, која је отишла даље него код птица, примарне меке можданице. Обе имају исто ембрионално порекло, настају од мезенхимског материјала нервне кресте и мезодерма по чему се разликују од тврде можданице која је чисто мезодермалног порекла. 
Мека можданица сисара је богата крвним судовима који продиру у унутрашњост мозга и кичмене мождине и снабдевају их крвљу. Належе на ЦНС пратећи све бразде и вијуге и са епителом појединим делова мозга формира хориоидне плексусе. Насупрот мекој, паучинаста можданица је сиромашна крвним судовима, али је зато богата лимфом. Тврда мождана опна је добро прокрвљена и образује наборе:
- уздужни (сагитални) који залази између хемисфера мозга;
- попречни који се увлачи између предњег и малог мозга.

Између тврде и паучинасте можданице налази се субдурални простор, а између паучинасте и меке можданице је субарахноидни простор испуњен цереброспиналном течношћу.